# Megophrys parallela
Megophrys parallela е вид жаба от семейство Megophryidae.

## Разпространение
Видът е разпространен в Индонезия.